# Боровский, Фёдор Артемьевич
Фёдор Арте́мьевич Боро́вский (1746—1805) — русский военный деятель, генерал-майор.

## Военная деятельность
Родился в 1746 году. В службе с 1758. Служил по армейской кавалерии. Боевой генерал, сподвижник А. В. Суворова, М. И. Кутузова и Н. В. Репнина. В конце 1760-х — адъютант в полку желтых гусар. В 1768 участвовал в работе Комиссии о сочинении проекта Нового Уложения в качестве представителя дворянства Новороссийской губернии. С 1796 шеф Гусарского своего имени полка, стоявшего под Могилёвом. Участник польской кампании 1792—1794. В 1797 по ложному доносу привлечен к суду, вследствие чего подал в отставку. В марте 1798 арестован, но 1 октября того же года оправдан по приговору особой комиссии. Находясь в отставке, по именному указу Павла I получил позволение носить мундир.

### Звания
- На службе с 1758 года
- Премьер-майор с 1771
- Подполковник с 1781
- Полковник с 1788
- Бригадир с 1793
- Генерал-майор с 1795[5]
- С 1796 — шеф полка
- С марта 1798 года — в отставке

## Награды
- Орден Св. Георгия 4-й ст. (18 (29) марта 1792)
- Орден Св. Владимира 3-й ст. (28 июня (9 июля) 1792)[6]